# Tönu Lepik
Tönu Lepik (Unión Soviética, 1 de mayo de 1946) fue un atleta soviético especializado en la prueba de salto de longitud, en la que consiguió ser medallista de bronce europeo en 1969.

## Carrera deportiva
En el Campeonato Europeo de Atletismo de 1969 ganó la medalla de bronce en el salto de longitud, con un salto de 8.04 metros, siendo superado por el también soviético Igor Ter-Ovanesyan (oro con 8.17 m) y el británico Lynn Davies (plata con 8.07 m).